# Cities of Love
Cities of Love (Cidades do Amor, em tradução livre) é uma franquia cinematográfica idealizada e criada pelo produtor, roteirista e diretor francês Emmanuel Benbihy.
Reunindo cineastas de diferentes estilos, a franquia tem como propósito rodar curtas-metragem utilizando, como pano de fundo ou tema principal para suas histórias, grandes metrópoles ou cidades históricas e memoráveis espalhadas pelo mundo.
Até o momento, três filmes foram concluídos (Paris, Je T'Aime e New York, I Love You e Rio, Eu Te Amo) e outros dois encontram-se em produção.

## Filmografia
- 2006: Paris, Je T'Aime (Paris, Te Amo)
- 2008: New York, I Love You (Nova York, Eu Te Amo)
- 2014: Rio, Eu Te Amo
- 2014: Tbilisi, I Love You
- 2019: Berlin, I Love You
- ... : Shanghai, I Love You
- ... : Jerusalem, I Love You